# Buciumeni (Galaţi)
Buciumeni é uma comuna romena localizada no distrito de Galaţi, na região de Moldávia. A comuna possui uma área de 45.06 km² e sua população era de 2624 habitantes segundo o censo de 2007.